# エスタディオ・シバオ
エスタディオ・シバオ（Estadio Cibao）は、ドミニカ共和国のサンティアゴ州にあるスタジアム。1957年4月に建設が開始され、1958年10月25日に開場した。収容人数は18,077人で同国最大。
主に野球に利用されており、リーガ・ドミニカーナ・デ・ベイスボル・インベルナルのアギラス・シバエーニャスが本拠地にしている。

## 脚註
1. ↑  “Welcome to the Dominican Republic”.   ESPN.com (2006年). 2010年7月22日閲覧。